# 邹至庄
（1930年12月25日—），美国华裔经济学家，以邹氏检验闻名，他是美国普林斯顿大学政治经济学教授和经济学名誉教授，中华民国中央研究院院士。

## 生平
鄒至莊生於中國廣州，童年時抗日戰爭爆發, 其家庭於其7歲時在廣州淪陷前遷往香港，惟於1941年戰火蔓延至香港，其家庭因此遷往澳門。鄒至莊先自1937年至1941年入讀香港聖保羅書院小學和嶺南小學，繼而於1942年至1945年間就讀澳門嶺南中學。於澳門嶺南中學讀書至1945年日本投降遷回廣州，再轉讀廣州嶺南中學（後與華南師範大學附屬中學合併），並在復校的嶺南大學升讀一年級，直至1948年前往美國升學，分別在康奈爾大學和芝加哥大學取得學士和博士學位。
曾發表计量经济的邹检验（Chow Test）。1970年研究计量经济学与动态经济学，1980年以后开始研究中国经济。曾參與台湾经济发展担任台湾政府经济顾问，推广中国经济学教育，并參與中国经济改革，担任中国经济顾问。
他於1980年代為嶺南大學在中國復校的意願向中國教委爭取, 惟只能在中山大學的架構下建立嶺南（大學）學院。後來在香港的嶺南學院邀請他主持一個顧問委員會去審核學院情況, 並提出改善建議以提升學院的學術水平, 這些建議對學院日後正名大學的歷程非常重要。

## 著书
- Chow, G. C., 1957, Demand for Automobiles in the United States: A Study in Consumer Durables. Amsterdam: North-Holland.
- Chow, G. C., 1975, Analysis and Control of Dynamic Economic Systems. New York: John Wiley & Sons.
- Chow, G. C., 1981, Econometric Analysis by Control Methods. New York: John Wiley & Sons.
- Chow, G. C., 1983, Econometrics. New York: McGraw Hill.
- Chow, G. C., 1985, The Chinese Economy. New York: Harper and Row.
- Chow, G. C., 1987, The Chinese Economy. (2nd Ed.), Singapore: World Scientific.
- Chow, G. C., 1994, Understanding China's Economy.Singapore: World Scientific.
- Chow, G. C., 1997, Dynamic Economics: Optimization by the Lagrange Method. New York: Oxford University Press.
- Chow, G. C., 2002, China's Economic Transformation. Oxford: Blackwell.
- Chow, G. C., 2004, Knowing China. Singapore: World Scientific.
- 邹至庄、刘素芬, 2007, 中国经济学教育与经济改革 - 邹至庄先生访问纪录 新加坡：八方文化創作室 ISBN 978-981-4139-78-6.

## 另参考
- 邹检验（Chow Test）